# جون برينان (لاعب كرة قدم أمريكية)
جون برينان (بالإنجليزية: John Brennan)‏ هو لاعب كرة قدم أمريكية أمريكي، ولد في 28 سبتمبر 1913 في راسين في الولايات المتحدة، وتوفي في 1 مارس 1982 في ساوث بند في الولايات المتحدة.

## وصلات خارجية
- جون برينان على موقع مرجع كرة القدم المحترفة.كوم (الإنجليزية)